# De ceremoniis
De ceremoniis, tudi cærimoniis ali cerimoniis, je latinski naslov opisa slavnostnega protokola na dvoru bizantinskega cesarja v Konstantinoplu. Opis se včasih imenuje tudi De ceremoniis aulae byzantinae (O bizantinskih dvornih slovesnostih). Njegov izvirni grški naslov je Περί τῆς Βασιλείου Τάξεως (Peri tēs basileion takseōs, O cesarskem (dvornem)  redu).
Knjigo je napisal, ali so jo zanj napisali, cesar Konstantin VII. Porfirogenet (913-959). Nikefor II. Fokas (963-969) je knjigo delno predrugačil in posodobil, morda po navodilih  svojega parakoimomenosa Bazilija Lekapena.   
Knjiga vsebuje podroben opis svečanih postopkov za dvorne uradnike, natančno določa, kako naj se izvedejo, obravnava pa tudi druge zadeve, ki vplivajo na vsakodnevno dvorno življenje v Veliki palači v Konstantinoplu. Knjiga je torej zbirka nasvetov in navodil za visoke uradnike in dvorjane.
Ena od prilog je vojaški priročnik Tri razprave o cesarskih vojnih pohodih, ki ga je napisal Konstantin VII. za svojega sina in naslednika Romana II..

## Tiskana izdaja
- Constantini Porphyrogeniti libri II. de ceremoniis aulae Byzant. Leipzig, 1751-1766, uredil  J. J. Reiske, zvezek iii, Bonn, 1829.

## Vir
- Johann Jacob Reiske, Constantini Porphyrogeniti imperatoris De cerimoniis aulae, Bonn, 1830.